# Paralingvistisk fonetik
Paralingvistisk fonetik handlar om de fenomen i talet som ligger vid sidan om språket, men som ändå är grundläggande för talkommunikationen som biologiskt och socialt fenomen. Till ämnet hör främst studiet av de fysiologiska och akustiska skillnaderna mellan språkligt identiska yttranden, som har att göra med talarnas ålder, kön, och den fonationstyp, röststyrka och talhastighet som de väljer, samt hur talet påverkas av emotioner och attityder. De nämnda faktorerna påverkar i hög grad även sådana akustiska egenskaper som formantfrekvenserna, som har stor betydelse för uppfattningen av talljudens identitet. En viktig målsättning inom ämnet består därför i att förklara människans förmåga att som lyssnare separera de två typerna av information från varandra. Denna förmåga kan förklaras på grundval av modulationsteorin för tal, i vilken tal betraktas som modulerad röst, där den paralingvistiska informationen (hur det sägs) förmedlas av rösten och dess mera långvariga modulation medan den språkliga informationen (det som sägs) förmedlas av de överlagrade mera kortvariga modulationerna. Då kan det inte finnas något tal som saknar paralingvistisk kvalitet, medan det kan finnas mänskliga läten som saknar språklig kvalitet. 
Till det här ämnet kan också räknas studiet av sådana fenomen i språk och i talet, som har ett paralingvistiskt ursprung. Sådana finns inom prosodin, men också i ordförrådet (ljudhärmning och ljudsymbolik). 
Resultaten från studier i paralingvistisk fonetik kan bland annat utnyttjas för att simulera paralingvistisk variation i syntetiskt tal, och vid automatisk igenkänning av tal dels för att känna igen den paralingvistiska informationen, men också för att känna igen den språkliga informationen utan interferens från den paralingvistiska.